# ミヤギシロメ
ミヤギシロメは、大豆の栽培品種である。
極大粒で和菓子や煮豆の材料として用いられるが、高級な味噌、豆腐、納豆の原料としての需要がある。名前の由来は大豆の目（ヘソ）が白いことによる。
宮城県名取郡岩沼町（現在は岩沼市）の在来種を宮城県農事試験岩沼分場（現、みやぎ原種苗センター）及び本場で純系分離。昭和36年（1961年）育成、旧系統名は岩沼1号である。同年より宮城県の奨励品種。
宮城県内の主産地は大崎市と角田市。全国の大豆の作付け順位は7位（2004年）。

## リンク
- ミヤギシロメ｜「味・品・心」～ひとつ上のみやぎテイスト - 宮城県農林水産部食産業振興課